# Lézignan-la-Cèbe
Lézignan-la-Cèbe là một xã thuộc tỉnh Hérault trong vùng Occitanie phía nam nước Pháp. Xã này nằm ở khu vực có độ cao 7-91 mét trên mực nước biển. Dân số thời điểm năm 1999 là 1184 người.